# Ентропія змішування
Ентропія змішування — приріст ентропії при змішуванні двох термодинамічних систем, що складаються із частинок різного типу.
При змішуванні частинок двох типів, кількість яких {\displaystyle N_{1}} і {\displaystyle N_{2}}
{\displaystyle \Delta S=k_{B}\left(N_{1}{\text{ln}}\;{\frac {N}{N_{1}}}+N_{2}{\text{ln}}\;{\frac {N}{N_{2}}}\right)},
де {\displaystyle N=N_{1}+N_{2}}, {\displaystyle k_{B}} — стала Больцмана.
Ентропія змішування не виникає при змішуванні однакових частинок. Це породжує цікаве питання про суб'єктивність визначення ентропії, оскільки обчислюваний вираз залежить від того, знаємо ми про відмінність між частинками, чи ні. Детальніше дивіться в статті Парадокс Гібса.